# Another Scandal
Another Scandal er en amerikansk stumfilm fra 1924 af Edward H. Griffith.

## Medvirkende
- Lois Wilson som Beatrice Vanderdyke
- Holmes Herbert som Pelham Franklin
- Flora le Breton som Mrs. May Beamish
- Hedda Hopper som Elizabeth MacKenzie
- Ralph Bunker som Mally
- Zeffie Tilbury som Brownie
- Ralph W. Chambers som Valentine Beamish
- Bigelow Cooper som Mitchell Burrows
- Allan Simpson som Alec Greenwood
- Harry Gripp som 'Arry' Arris